# Stand My Ground
«Stand My Ground» es el primer sencillo del tercer álbum, The Silent Force, de la banda neerlandesa de metal sinfónico Within Temptation. Con esta canción consiguieron la popularidad mundial e hicieron grandes giras europeas en 2004.

## Sencillo radio promocional
1. «Stand My Ground» (radio cut version) 3:49

## Sencillo estándar
1. «Stand My Ground» (versión sencillo) 3:59
2. «Overcome» 4:04

## Edición EP limitada
1. «Stand My Ground» (versión sencillo) 3:59
2. «Overcome» 4:04
3. «It's The Fear» (versión demo) 4:08
4. «Towars The End» 3:27
5. «The Swan Song» 3:40

## Edición especial DVD

### CD
1. «Stand My Ground» (versión sencillo) 3:59
2. «Overcome» 4:04
3. «Forsaken» 4:55
4. «Stand My Ground» (álbum versión) 4:26

### DVD
- Video Stand My Ground (video)
- Making of Stand My Ground (como se hizo)
- Studio Impressions (video en el estudio)
- On Tour (video de tour)
- Photo Gallery (galería de fotos)

- Datos: Q692474